# 79th Street (stacja metra na West End Line)
79th Street – stacja metra nowojorskiego, na linii D. Znajduje się w dzielnicy Brooklyn, w Nowym Jorku i zlokalizowana jest pomiędzy stacjami 71st Street i 18th Avenue. Została otwarta 15 września 1916.